# Templo de Saturno
Templo de Saturno (em latim: Templum Saturni ou Aedes Saturnus; em italiano:  Tempio di Saturno) é um templo dedicado ao deus Saturno localizado no Fórum Romano. A data original de sua dedicação é, tradicionalmente, considerada como sendo 497 a.C., mas os escritores antigos discordam entre si em grande medida sobre a história do local. A ruínas do templo estão na base do monte Capitolino, na porção ocidental do Fórum.

## História

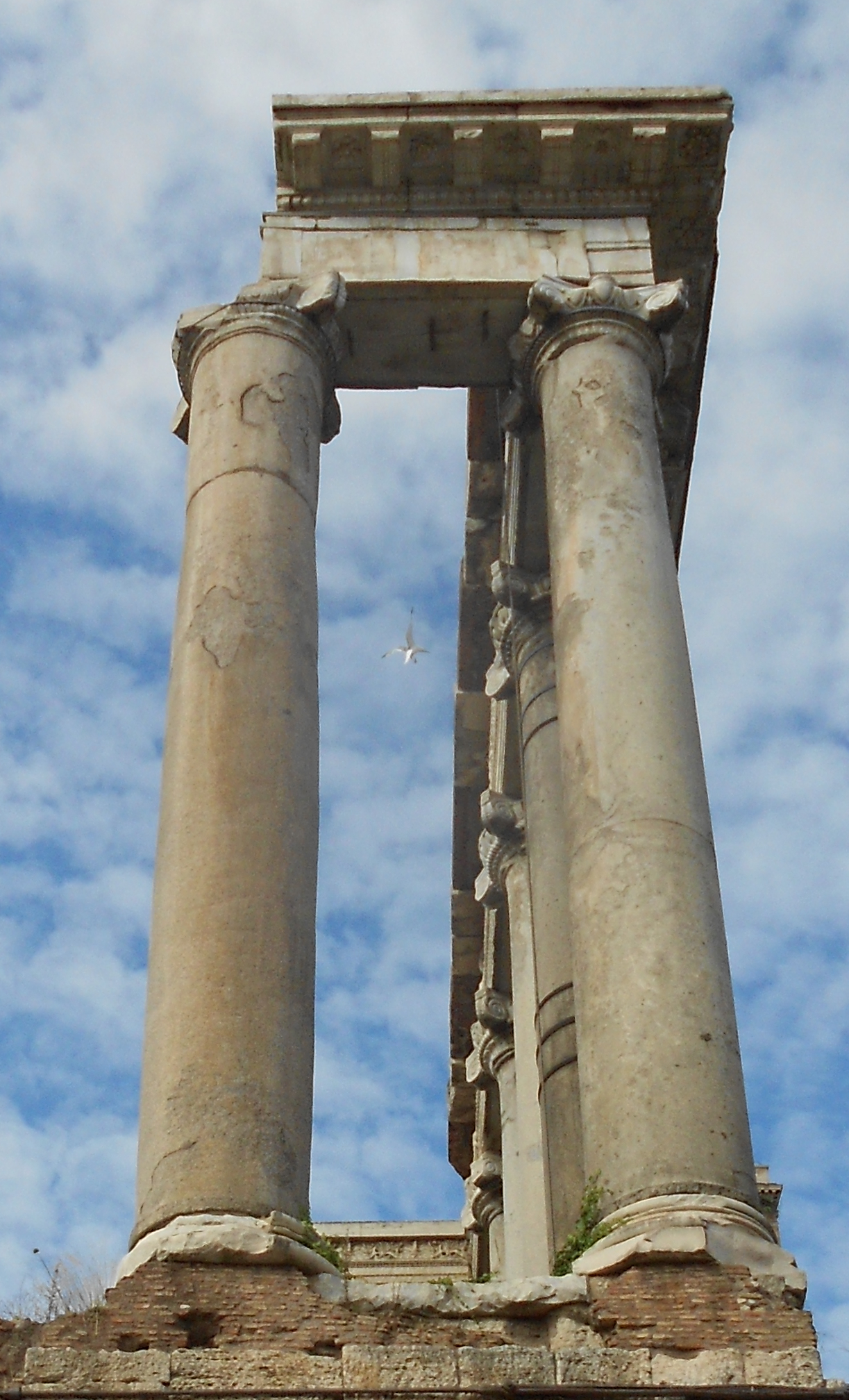
Detalhe da coluna e do entablamento

Acredita-se que a construção do templo tenha iniciado nos anos finais da Reino de Roma, no reinado de Tarquínio Soberbo. O edifício foi inaugurado pelo cônsul Tito Lárcio nos primeiros anos da República Romana. Em 42 a.C., o edifício foi completamente reconstruído por Munácio Planco.
As ruínas visíveis atualmente são da terceira reconstrução do Templo de Saturno, que substituiu o segundo edifício depois do incêndio de Carino em 283 d.C. e a inscrição no friso comemora justamente este fato.

## Interior
De acordo com as fontes antigas, a estátua do deus no interior era protegida por um véu e estava munida de uma foice. A imagem era de madeira e estava preenchida por óleo. As pernas estavam cobertas por faixas de lã que eram removidas apenas em 17 de dezembro, o dia da Saturnália.
Na mitologia romana, Saturno governou durante a Era dourada e continuou a ser associado à riqueza. Seu templo abrigava o tesouro romano (Erário de Saturno ou Aerarium Saturni), onde as reservas de ouro e prata da República ficavam armazenadas. Os arquivos estatais e o padrão oficial de pesos e medidas também estavam lá. Posteriormente, o erário mudou-se para outro edifício e os arquivos foram transferidos para o vizinho Tabulário. O pódio do templo, em concreto revestido com travertino, era utilizado para postar contas.

## Arqueologia
O gradual colapso do edifício só deixou a parte frontal do pórtico ainda em pé. O frontão parcialmente preservado tem a seguinte inscrição "Senatus Populusque Romanus incendio consumptum restituit" ("O Senado e o Povo de Roma restauraram o que o fogo consumiu"). O frontão e as oito colunas ainda em pé são uma das mais icônicas imagens do patrimônio cultural da cidade de Roma.